# مسيو رمضان مبروك أبو العلمين حمودة (مسلسل)
مسيو رمضان مبروك أبو العلمين حمودة، مسلسل تلفزيوني مصري عرض في رمضان 1432هـ/2011م، من تأليف يوسف معاطي، وإخراج سامح عبد العزيز.

## قصة المسلسل
تدور أحداث المسلسل حول مدرس أول للغة العربية بأحد القرى الريفية تدعى ميت باريز، وهو محبوب جدًا من أهالي القرية ويحاول هو استغلال حبهم لكي ينير بصيرتهم لما يفعله العمدة وطلبة عضو مجلس الشعب عن هذه القرية من فساد، وفي وسط الأحداث يذهب إلى فرنسا وتحدث له بعض المفاراقات الكوميدية، وعندما يعود تبدأ المواجهة بينه وبين أعدائه، فمن الذي سوف ينتصر في النهاية.

## بطولة
- محمد هنيدي
- نسرين إمام
- ليلى طاهر
- كريمة مختار
- لاميتا فرنجية
- نهال عنبر
- ياسر علي ماهر
- طارق عبد العزيز
- ضياء الميرغني
- نورا السباعي
- أحمد وفيق
- باسم سمرة
- حسام داغر
- يوسف عيد
- محمد الصاوي
- محمود عبد الغفار
- عماد زيادة
- سيد رجب
- عزة سعيد
- حسناء سيف الدين
- هناء عبد الفتاح
- علاء زينهم
- كمال سليمان
- يوسف داود
- عثمان محمد علي